# Protection thermique
La protection thermique (en anglais : thermal protection), dans le domaine de l'astronautique, comme dans tout autre domaine, est l'ensemble des dispositifs utilisés pour éviter qu'un corps soit soumis à des variations excessives de température. La protection thermique peut être active ou passive.

## Sources
- Droit français, Arrêté du 20 février 1995 relatif à la terminologie des sciences et techniques spatiales.